# Kdo se bojí Virginie Woolfové?
Kdo se bojí Virginie Woolfové? (anglicky: Who's Afraid of Virginia Woolf?, v češtině někdy též Kdopak by se Kafky bál?) je světově proslulá divadelní hra o třech jednáních Edwarda Franklina Albee. Pojednává o vztazích mezi ženou a mužem, o vztazích v rodině i v celé společnosti.
Bývá považována za jedno z autorových nejvydařenějších dramat. Jedná se o absurdní drama, jehož hlavní dějovou linii tvoří noční rozhovor dvou manželských párů, intelektuálů, notně popíjejících a bavících se krutými hrami. Během noci postupně ztrácí zábrany a odkrývají si svá nejniternější tajemství.

## Postavy
- Martha – manželka George, 52 let, plnoštíhlá
- George – manžel Marthy, 46 let, štíhlý, prošedivělé vlasy
- Honey – manželka Nicka, 26 let, štíhlá blondýnka
- Nick – manžel Honey, 28 let, hezký štíhlý blondýn

## Děj

### 1.dějství
Odehrává se v bytě Marthy a George.
Jsou dvě hodiny ráno, do zšeřelého bytu se vrací manželé – hlučná Martha a unavený George. Byli na pravidelném sobotním večírku u otce Marthy, rektora univerzity. Martha je ve výborné náladě, ráda by se bavila dál, ale George by šel nejraději spát. Martha George kritizuje, vyčítá mu, že je věčně unavený budižkničemu, který se nedovede ve společnosti pořádně bavit. George se brání, nakonec však souhlasí se skleničkou na dobrou noc. Vzápětí se od Marthy dozvídá, že ještě přijdou nějací hosté a stejně jít spát nemůže. To už je na George moc, avšak nedá se nic dělat, hosté právě přicházejí. Nick, nový pracovník univerzity na katedře biologie, a jeho manželka Honey.
Přestože se všichni již setkali na rektorském večírku, konverzace vázne a postrádá srdečnost. Nick se tváří velmi uzavřeně a Honey je ostýchavá. Martha tedy halasně předstírá rozvernou veselost a George mezitím připravuje pití. Po několika skleničkách se atmosféra uvolní, Martha se jde doprovázena Honey převléci a muži zůstávají sami. George Nicka nějakou chvíli popichuje, v jednom okamžiku ho dovede téměř k nepříčetnosti, nakonec však zabřednou do rozebírání vlastních univerzitních oborů a kritizování vztahů mezi lidmi na univerzitě.
Vrací se Martha převlečená do odvážných šatů, rozhovor se stočí na téma, jak kdo dobře vypadá, a budoucnost vědy. George vydatně dolévá skleničky. Náhle se dostávají k neexistujícímu synovi Marthy a George, kteří si ho společně vymysleli. Předstírají, jako kdyby skutečně nějakého měli. George odchází doplnit pití a Martha ho mezitím nevybíravě pomlouvá.
George se vrací do pokoje a na Marthu vystřelí. Všichni se leknou, zbraň je ale pouze atrapa. Martha dál uráží George, ten to nevydrží a zpívá:„Kdo se bojí Virginie Woolfové, Woolfové, Woolfové..." Honey se udélá špatně a jde zvracet.

### 2.dějství
Stále v bytě Marthy a George.
George v místnosti osaměl, ostatní odešli s Honey. Posléze se vrací Nick, povídají si o ženách a vztazích s nimi. Nick vypráví o svém vztahu s Honey, jak se poznali. Od lechtivých slovních přestřelek se dostanou až do vážně míněné hádky. Naštěstí se Martha s Honey právě vrací.
Honey už se cítí lépe, opět popíjí a Martha se dává do tance. Naladí hudbu a přesvědčí Nicka, aby tančil s ní. Začíná si opět hrát. Vypráví Nickovi podivný příběh o Georgeovi, který napsal knihu o chlapci, jenž zavraždil oba své rodiče a předstírá že to vše byla náhoda. Marthin otec mu po nahlédnutí takovou knihu zakázal publikovat.
Martha se dostává k vyvrcholení příběhu a vykřikuje: "Chcete vědět, jak náš George tatínka usadil? Chcete vědět co mu odpověděl?"
George se brání: "NE!NE!NE!NE!"
Martha: "Goege odpověděl... Ale tatínku... totiž... ha ha ha HA!... ale pane rektore, to není žádný román... to je všechno pravda... to se skutečně stalo... MNĚ!
George se na Marthu vrhne a s výkřikem ji chytá za krk. Skočí mezi ně Nick a rozohněná Honey volá: "Krev! Poteče krev!"
George, Martha i Nick spolu zápasí, nakonec se Nickovi podaří odtrhnout George od Marthy a praští s ním na zem. George se dovleče k židli, ostatní nervózně chodí po pokoji.
Goerge navrhne zahrát si po hře "Jak pokořit hostitele" hru "Hurá na hosty". Využije toho, co mu v jednom ze svých slabých okamžiků Nick sdělil, a vypráví, jak Honey přinutila Nicka ke svatbě vymyšleným těhotenstvím. Nick si ji navíc vzal pouze kvůli penězum, které zdědila po otci. Nick se rozpálí do běla a Honey se opět udělá špatně, odchází společně do koupelny.
Nyní, když osaměli, se do sebe pustí George s Marthou. Navzájem si vyhlašují "totální válku", vytýkají si všechno možné. Když se vrátí Nick, Martha ho okatě svádí. George předstírá, že je mu to úplně jedno, dokonce v tom Marthu podporuje. Martha odchází s Nickem do vedlejšího pokoje.
Rozezvoní se zvonkohra, což probudí opilou Honey, myslí si, že někdo přišel. George dostává strašlivý nápad. Oznamuje Honey, že ten, kdo zvonil, přinesl zprávu a v ní bylo, že je jejich syn mrtev.

### 3.dějství
Stále tamtéž.
Martha není moc spokojená s milostným výkonem Nicka, dost tím v jejích očích poklesl. Nečekaně obrací a začíná vychvalovat George, jako jediného muže, který ji učinil šťastnou a zároveň stačí chápat její hry tak rychle, jako ona mění pravidla. U dveří zazvoní George s kyticí mečíků, které šel natrhat na zahradu, Martha je v sedmém nebi a pasuje Nicka na svého sluhu.
Nick se přestává orientovat, co je u Marthy a George skutečnost a co jen hra.
Na závěr navrhuje George ještě jednu hru. Martha však už hrát nechce, s pláčem prosí, bojí se. George si však tentokrát prosadí svou, mění své chování a usazuje si hráče. Hra nese název "Vychováváme dítě". Je to vyprávění o synovi Marthy a George, o tom jak ho vychovávali, nejdříve z pohledu Marthy, následně George. Nikdo kromě George už nechce dále hrát, všichni si jen přejí aby hra skončila. V té chvíli přichází George s odhalením synovy smrti, o níž se dozvěděl v Marthině nepřítomnosti. Martha je rozhořčena, křičí, že je to přece jejich dítě, o tom on nesmí jen tak rozhodnout. Nedá se však nic dělat.
Nick jako by náhle prozřel, pochopí pravidla této hry.
Večírek je u konce, začíná svítat. Nick a Honey odcházejí domů. George uloží Marthu něžně do postele a zpívá jí tiše "Kdo se bojí Virginie Woolfové, Woolfové, Woolfové..."
Martha na to: "Já. Já..."